# Christabel Pankhurst

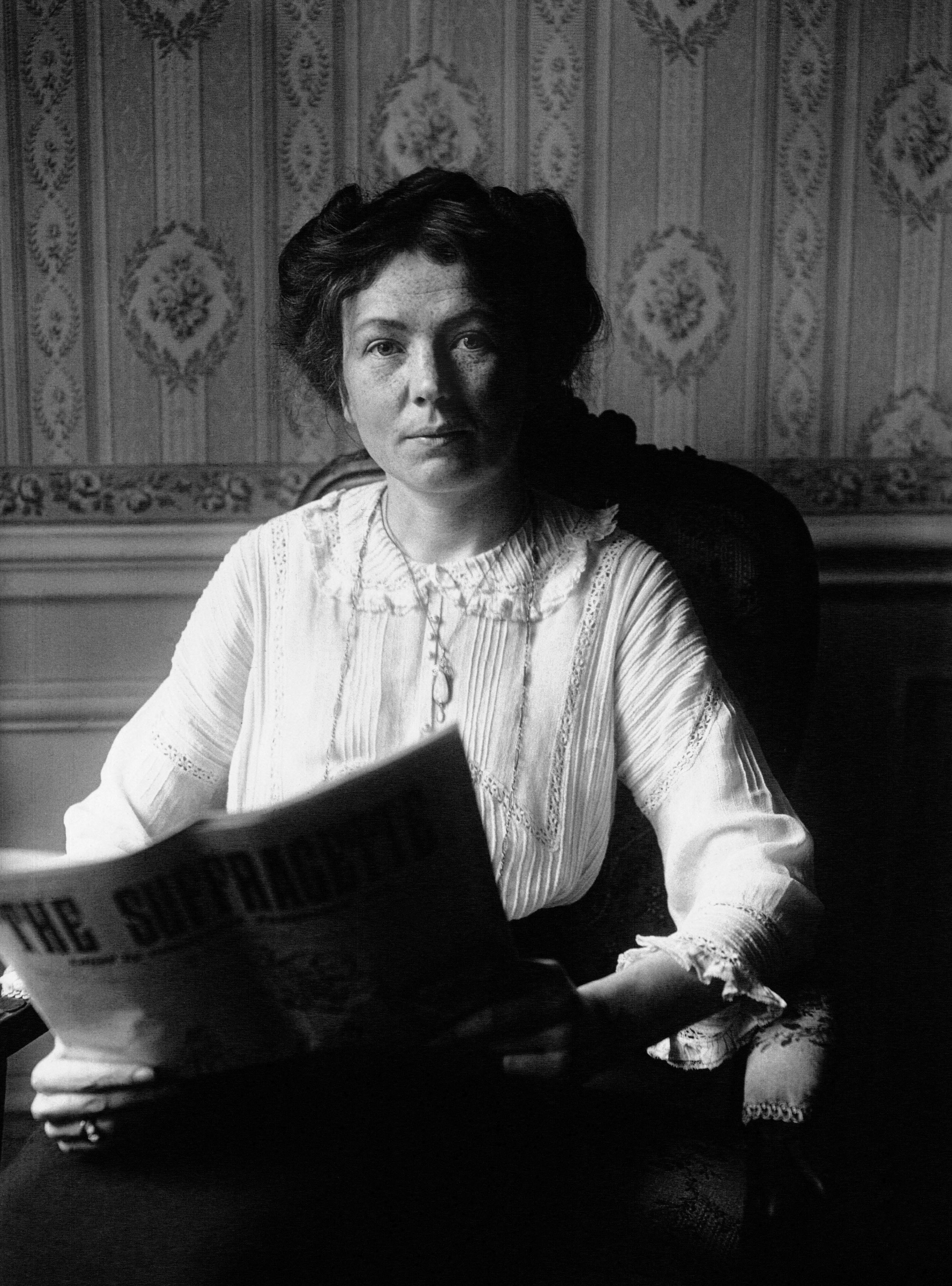
Christabel Pankhurst, 1912

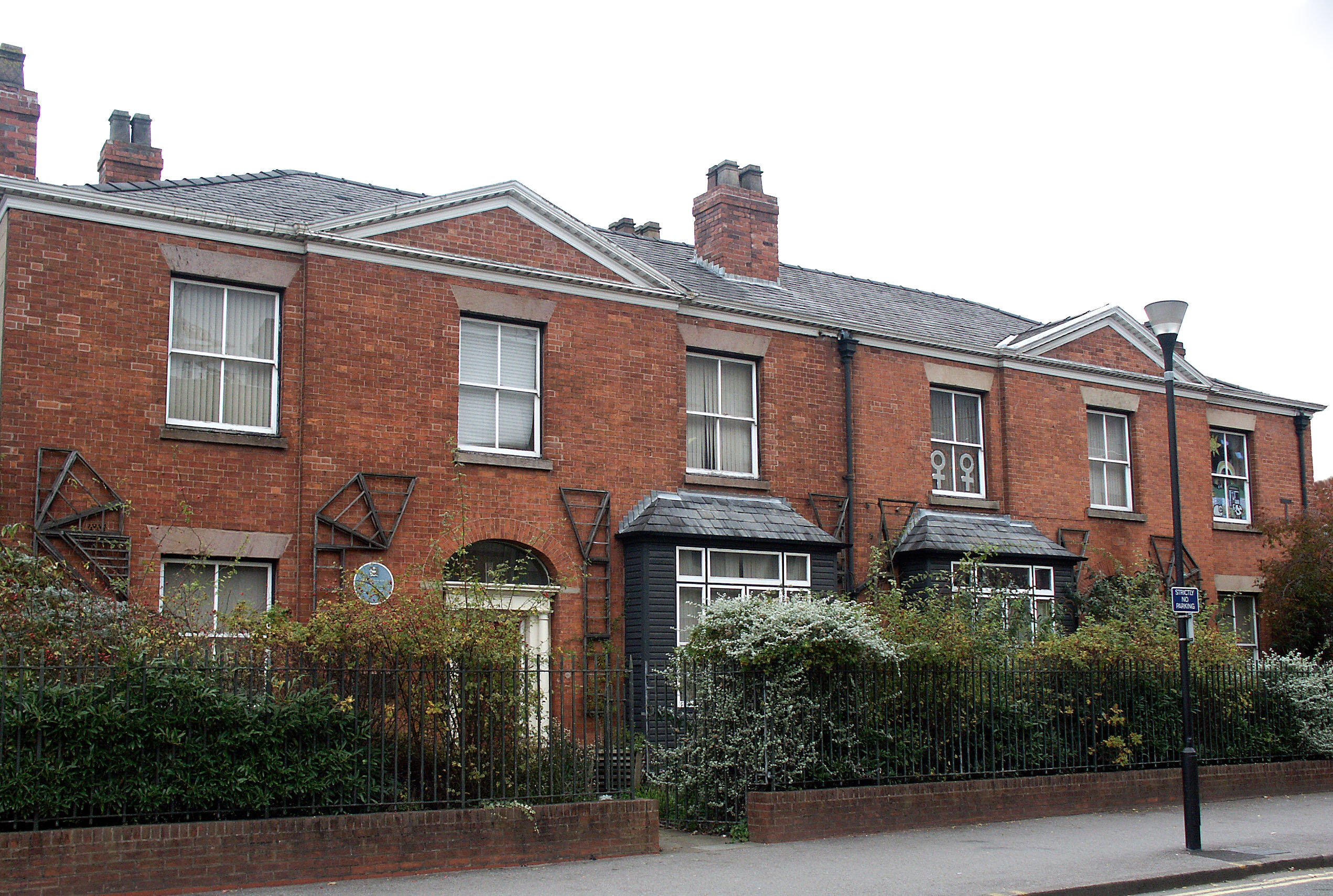
Tu mieszkała w latach 1897-1907 w Manchesterze

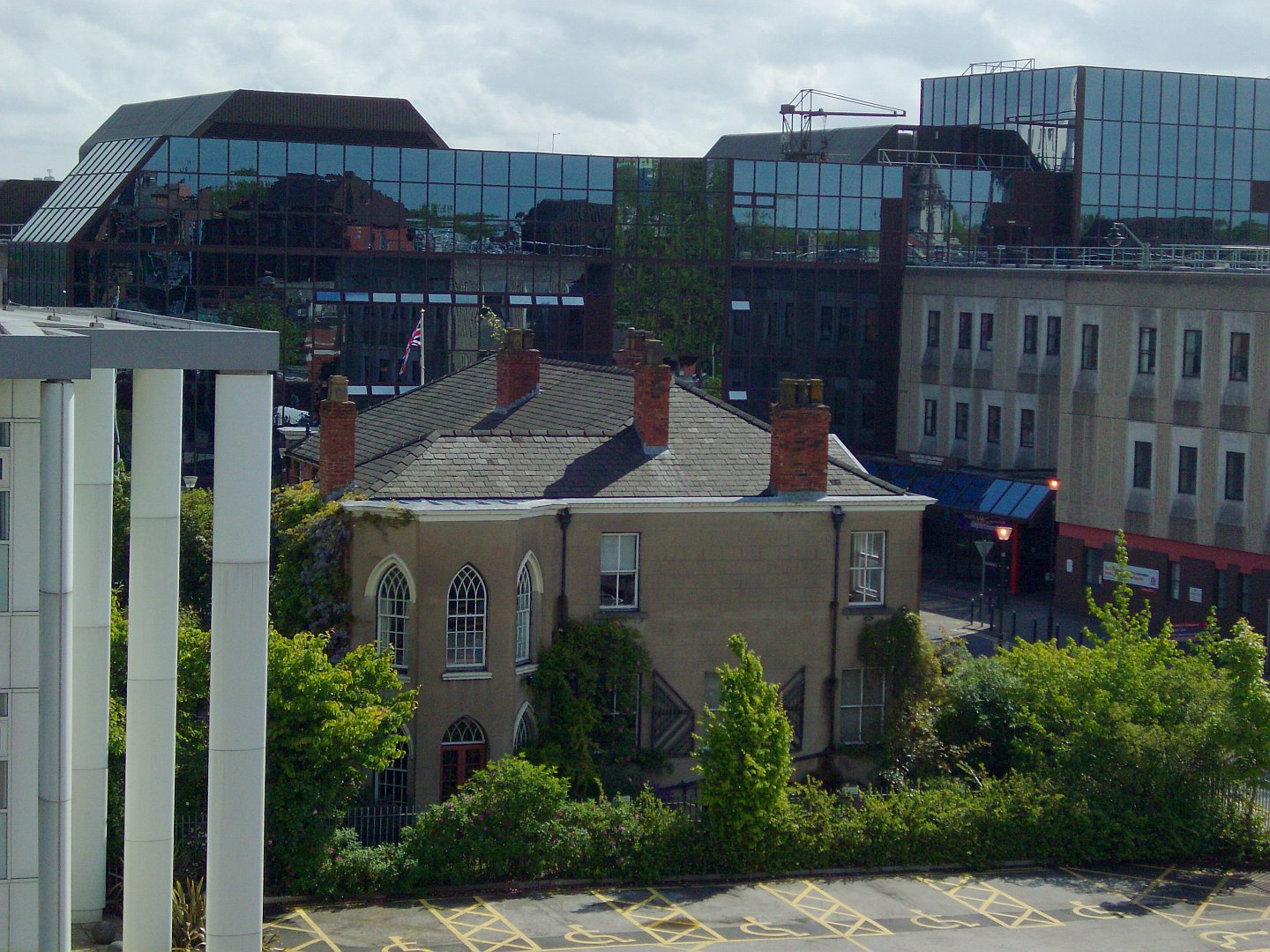
Obecnie funkcjonuje tu Pankhurst Centre. Dom otoczony jest budynkami szpitalnymi Manchester Royal Infirmary.

Christabel Harriette Pankhurst DBE (ur. 22 września 1880 w Manchesterze, zm. 13 lutego 1958 w Los Angeles), brytyjska sufrażystka, współzałożycielka Women's Social and Political Union. W latach 1912–1913 na wygnaniu we Francji, po 1914 zwolenniczka zaangażowania Wielkiej Brytanii w I wojnę światową. Po wojnie wyjechała do Stanów Zjednoczonych, gdzie pracowała jako działaczka ruchu adwentystów.

## Wczesne lata życia
Była córką prawnika dr. Richarda Pankhursta i sufrażystki Emmeline Pankhurst, siostrą Sylvii i Adeli. Wykształcenie odebrała w Manchester High School for Girls. W 1903, wraz z matką, należała do grona założycielek Women’s Social and Political Union (WSPU).

## Sufrażystka
W 1905 Christabel razem z Annie Kenney wtargnęła na zebranie Partii Liberalnej, domagając się prawa głosu dla kobiet. Obie kobiety zostały aresztowane. Sprawa stała się obiektem zainteresowania prasy. W kolejnych latach WSPU przedsięwzięła wiele radykalnych akcji (m.in. podpalanie komisariatów, tłuczenie witryn sklepowych). W 1906 Christabel uzyskała dyplom z prawa na Uniwersytecie Manchester. Następnie przeprowadziła się do Londynu, gdzie została sekretarzem organizacyjnym WSPU. Została ponownie aresztowana w 1907 i później w 1909.
Pomiędzy 1912 a 1913 Christabel przebywała we Francji, aby uniknąć aresztowania na podstawie Prisoner’s (Temporary Discharge for Ill-Health) Act (znany także jako „Ustawa kotka i myszki”, Cat and Mouse Act). Po powrocie do Wielkiej Brytanii w 1913 została ponownie aresztowana. Wkrótce rozpoczęła strajk głodowy i opuściła więzienie po 30 dniach (cały wyrok wynosił 3 lata).
Po wybuchu I wojny światowej działała na rzecz pracy kobiet w przemyśle, aby mężczyźni mogli walczyć na froncie. Radykalna w swoich poglądach domagała się nawet dymisji ministrów, których uważała za zbyt umiarkowanych. Po wybuchu rewolucji lutowej Christabel wyjechała do Rosji. Kiedy w 1918 niektórym kobietom przyznano prawa wyborcze, Christabel wystartowała w wyborach parlamentarnych w okręgu Smethwick jako reprezentantka Partii Kobiet, ale przegrała różnicą 775 głosów z kandydatem Partii Pracy Johnem Davisonem.

## Dalsze lata
W 1921 wyjechała z Wielkiej Brytanii do Stanów Zjednoczonych. Tam stała się aktywistką ruchu adwentystów. Prowadziła wykłady oraz pisała książki na temat powtórnego przyjścia Chrystusa. Do Wielkiej Brytanii powróciła w latach 30. W 1936 została damą Orderu Imperium Brytyjskiego. Po wybuchu II wojny światowej ponownie wyjechała do Stanów Zjednoczonych. Zamieszkała w Los Angeles i zmarła w 1958. Została pochowana na Woodlawn Memorial Cemetery w Santa Monica w Kalifornii.

## Publikacje
- Pressing Problems of the Closing Age, Morgan & Scott Ltd., 1924
- The World’s Unrest: Visions of the Dawn, Morgan & Scott Ltd., 1926

## Biografie
- David Mitchell, Queen Christabel, MacDonald and Jane’s Publisher Ltd., 1977, ISBN 0-354-04152-5.
- Barbara Castle, Sylvia and Christabel Pankhurst, Penguin Books, 1987, ISBN 978-0-14-008761-1.
- Timothy Larsen, Christabel Pankhurst: Fundamentalism and Feminism in Coalition, Woodbridge, Boydell Press, 2002